# Aconitum ochotense
Aconitum ochotense är en ranunkelväxtart som beskrevs av Reichb.. Aconitum ochotense ingår i släktet stormhattar, och familjen ranunkelväxter. Inga underarter finns listade i Catalogue of Life.